# May Pen
May Pen es la capital y ciudad más grande de la parroquia de Clarendon en el condado de Middlesex, Jamaica. Está situado a orillas del río Minho, y es un importante mercado. 
Tiene una población estimada de 45.745 habitantes (2010)